# Ingjaldur
Ingjaldur är en bergstopp i republiken Island. Den ligger i regionen Norðurland eystra, 230 km nordost om huvudstaden Reykjavík. Toppen på Ingjaldur är 910 meter över havet.
Trakten runt Ingjaldur är nära nog obefolkad, med mindre än två invånare per kvadratkilometer. Det finns inga samhällen i närheten. Trakten runt Ingjaldur är permanent täckt av is och snö.